# Platý (Flórina)
Platý, en grec moderne : Πλατύ, ou Stérkovo (Στέρκοβο), est un village du dème de Préspes, district régional de Flórina, en Macédoine-Occidentale, Grèce. 
Selon le recensement de 2011, la population du village compte 73 habitants.